# 美幌警察署
美幌警察署（びほろけいさつしょ）は、北海道警察北見方面本部が管轄する警察署の一つである。

## 管轄区域
- 美幌町、津別町

## 所在地
- 北海道網走郡美幌町字大通南1丁目19

## 沿革
- 1907年3月　網走警察署美幌派出所設置。
- 1925年6月　美幌警察署に昇格。
- 1948年3月　美幌・津別町の両自治体警察が分離発足。
- 1952年7月　美幌町警察廃止。国家地方警察美幌地区警察署設置。
- 1954年7月　北海道警察に統合。現在に至る

## 組織
- 署長（警視）
- 副署長兼警務課長（警部）
  - 警務課（警務係、犯罪被害者支援係、相談係、管理係）
- 会計係
- 刑事・生活安全課（生活安全係、刑事係）
- 地域・交通課（地域係、交通係）
- 警備係

## 交番・駐在所
括弧内は所在地を表す。

### 美幌町
- 仲町交番（網走郡美幌町字仲町2-38）
- 上美幌駐在所（網走郡美幌町字美富461-11）
- 福住駐在所（網走郡美幌町字福住381）

### 津別町
- 津別駐在所（網走郡津別町字旭町7）
- 活汲駐在所（網走郡津別町字活汲237-1）
- 本岐駐在所（網走郡津別町字本岐4-11）

※相生駐在所は2014年4月に廃止となった。

## エピソード
テレビドラマ『踊る大捜査線』の登場人物の室井慎次が、副総監誘拐事件（『踊る大捜査線 THE MOVIE』）以後に降格され、この警察署に署長として赴任したとの設定がなされた事から、一躍全国的に有名な警察署となった。